# Nordens nomader
Nordens nomader er en amerikansk stumfilm fra 1920 af David Hartford.

## Medvirkende
- Betty Blythe som Nanette Roland
- Lon Chaney som Raoul Challoner
- Lewis Stone som Corporal O'Connor
- Francis McDonald som Buck McDougall
- Spottiswoode Aitken som Old Roland
- Melbourne MacDowell som Duncan McDougall
- Charles Smiley